# Hills (Iowa)
Hills è un comune degli Stati Uniti d'America, situato nello Stato dell'Iowa, nella contea di Johnson.